# Wolfgang Přiklopil

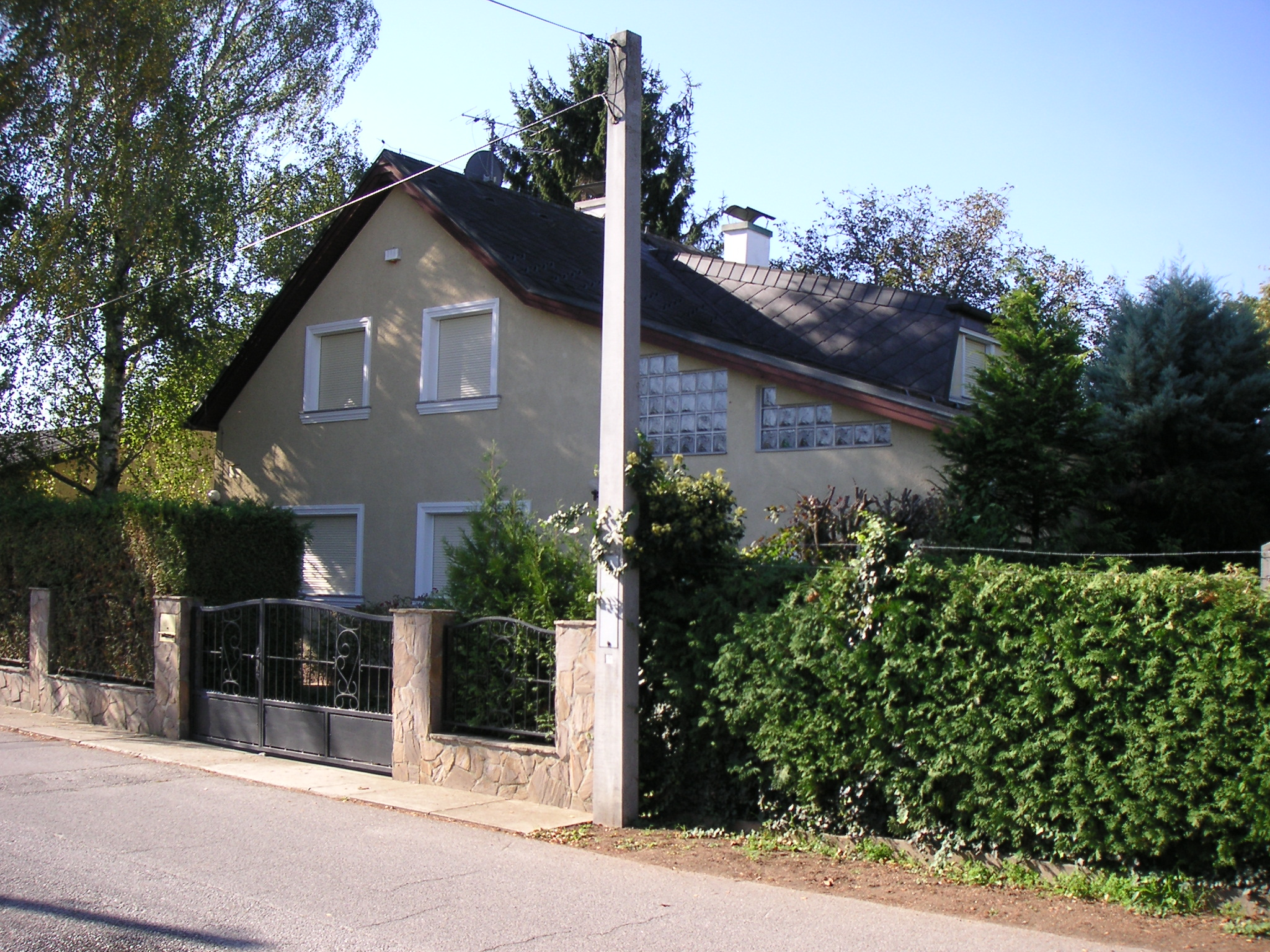
Det hus i vilket Wolfgang Přiklopil höll Natascha Kampusch fången

Wolfgang Přiklopil, född 14 maj 1962 i Wien, död 23 augusti 2006 i Wien, var en österrikisk kommunikationstekniker. Han blev känd för att den 2 mars 1998 ha kidnappat den då tioåriga Natascha Kampusch och sedan hållit henne gömd i sin källare under drygt åtta år.
Kidnappningen av Kampusch avbröts den 23 augusti 2006 då hon under ett obevakat ögonblick lyckades fly. Přiklopil begick när Natascha rymt självmord genom att kasta sig framför ett tåg. Han hade under tiden som han höll henne sagt till henne att polisen aldrig skulle ta honom levande om hon lyckades rymma.